# Nuoto ai campionati mondiali di nuoto 2011 - 50 metri dorso femminili
La specialità dei 50 metri dorso femminili ai campionati mondiali di nuoto 2011 si è svolta presso lo Shanghai Oriental Sports Center di Shanghai, in Cina.
Le qualifiche per la semifinale si sono svolte la mattina del 27 luglio 2011, mentre la semifinale si è svolta la sera dello stesso giorno. La finale, invece, si è svolta la sera del 28 luglio 2011.

## Medaglie
| Posizione | Atleta          | Paese       |
| --------- | --------------- | ----------- |
| Oro       | Anastasia Zueva | Russia      |
| Argento   | Aya Terakawa    | Giappone    |
| Bronzo    | Missy Franklin  | Stati Uniti |

## Record
Prima della manifestazione il record del mondo (WR) e il record dei campionati (CR) erano i seguenti.
| Record mondiale       | 27"06 | Zhao Jing Cina | 30 luglio 2009 Roma, Italia |
| Record dei campionati | 27"06 | Zhao Jing Cina | 30 luglio 2009 Roma, Italia |

Nel corso della competizione non sono stati migliorati record.

## Batterie
| Pos. | Atleta                       | Nazionalità   | Tempo | Batteria | Corsia | Note |
| ---- | ---------------------------- | ------------- | ----- | -------- | ------ | ---- |
| 1    | Anastasia Zueva              | Russia        | 28.20 | 6        | 4      |      |
| 2    | Yanxin Zhou                  | Cina          | 28.24 | 6        | 7      |      |
| 3    | Chang Gao                    | Cina          | 28.27 | 8        | 4      |      |
| 4    | Aya Terakawa                 | Giappone      | 28.34 | 8        | 5      |      |
| 5    | Elizabeth Pelton             | Stati Uniti   | 28.35 | 7        | 8      |      |
| 6    | Missy Franklin               | Stati Uniti   | 28.37 | 8        | 2      |      |
| 7    | Aljaksandra Herasimenja      | Bielorussia   | 28.38 | 7        | 4      |      |
| 8    | Emily Seebohm                | Australia     | 28.39 | 7        | 5      |      |
| 8    | Georgia Davies               | Gran Bretagna | 28.39 | 8        | 6      |      |
| 10   | Mercedes Peris Minguet       | Spagna        | 28.46 | 6        | 5      |      |
| 10   | Theodora Drakou              | Grecia        | 28.46 | 6        | 2      |      |
| 12   | Julia Wilkinson              | Canada        | 28.62 | 7        | 3      |      |
| 13   | Ekaterina Avramova           | Bulgaria      | 28.66 | 6        | 8      |      |
| 14   | Kseniya Moskvina             | Russia        | 28.71 | 8        | 8      |      |
| 15   | Gemma Spofforth              | Gran Bretagna | 28.79 | 8        | 3      |      |
| 16   | Jenny Mensing                | Germania      | 28.84 | 6        | 6      |      |
| 17   | Sinead Russell               | Canada        | 28.87 | 7        | 1      |      |
| 18   | Mie Nielsen                  | Danimarca     | 28.89 | 3        | 4      |      |
| 18   | Shiho Sakai                  | Giappone      | 28.89 | 6        | 3      |      |
| 20   | Belinda Hocking              | Australia     | 28.92 | 7        | 6      |      |
| 21   | Daryna Zevina                | Ucraina       | 28.99 | 5        | 3      |      |
| 22   | Sanja Jovanović              | Croazia       | 29.03 | 5        | 6      |      |
| 22   | Karin Prinsloo               | Sudafrica     | 29.03 | 5        | 7      |      |
| 24   | Elena Gemo                   | Italia        | 29.12 | 7        | 7      |      |
| 25   | Etiene Medeiros              | Brasile       | 29.16 | 7        | 2      |      |
| 26   | Alina Vats                   | Ucraina       | 29.24 | 8        | 7      |      |
| 27   | Isabella Arcila              | Colombia      | 29.27 | 4        | 6      |      |
| 28   | Fabienne Nadarajah           | Austria       | 29.29 | 5        | 2      |      |
| 28   | Sviatlana Khakhlova          | Bielorussia   | 29.29 | 6        | 1      |      |
| 30   | Simona Baumrtova             | Rep. Ceca     | 29.37 | 5        | 4      |      |
| 31   | Anni Alitalo                 | Finlandia     | 29.39 | 4        | 8      |      |
| 32   | Li Tao                       | Singapore     | 29.40 | 5        | 5      |      |
| 33   | Maria Gonzalez Ramirez       | Messico       | 29.45 | 8        | 1      |      |
| 34   | Alicja Tchórz                | Polonia       | 29.50 | 4        | 4      |      |
| 35   | Ingibjoerg Kristi Jonsdottir | Islanda       | 29.66 | 5        | 1      |      |
| 36   | Hazal Sarikaya               | Turchia       | 29.71 | 5        | 8      |      |
| 37   | Cecilia Bertoncello          | Argentina     | 29.73 | 3        | 3      |      |
| 38   | Yekaterina Rudenko           | Kazakistan    | 29.76 | 4        | 5      |      |
| 39   | Kiera Aitken                 | Bermuda       | 29.78 | 4        | 1      |      |
| 40   | Yin Yan Lau                  | Hong Kong     | 29.79 | 4        | 3      |      |
| 41   | Sophia Batchelor             | Nuova Zelanda | 29.90 | 4        | 7      |      |
| 42   | Alana Dillette               | Bahamas       | 29.97 | 4        | 2      |      |
| 43   | Kah Chan                     | Malaysia      | 30.22 | 3        | 5      |      |
| 44   | Anna Volchkov                | Israele       | 30.59 | 3        | 2      |      |
| 45   | Monica Ramirez Abella        | Andorra       | 30.66 | 3        | 6      |      |
| 46   | Sylvia Brunlehner            | Kenya         | 32.09 | 3        | 7      |      |
| 47   | Jessika Cossa                | Mozambico     | 32.29 | 2        | 4      |      |
| 48   | Anahit Barseghyan            | Armenia       | 32.49 | 3        | 8      |      |
| 49   | Nicola Muscat                | Malta         | 32.62 | 3        | 1      |      |
| 50   | Jade Ashleigh Howard         | Zambia        | 32.91 | 2        | 5      |      |
| 51   | Kiran Khan                   | Pakistan      | 33.18 | 2        | 3      |      |
| 52   | Angelique Trinquier          | Monaco        | 33.19 | 2        | 6      |      |
| 53   | Mareme Faye                  | Senegal       | 33.43 | 2        | 2      |      |
| 54   | Vitiny Hemthon               | Cambogia      | 36.57 | 2        | 7      |      |
| 55   | Faleumata Samassekou         | Mali          | 37.79 | 1        | 3      |      |
| 56   | Yanet Seyoum                 | Etiopia       | 38.06 | 1        | 4      |      |
| 57   | Guedia Mouafo                | Camerun       | 39.02 | 1        | 5      |      |

## Semifinali
| Pos. | Atleta                  | Nazionalità   | Tempo | Batteria | Corsia | Note |
| ---- | ----------------------- | ------------- | ----- | -------- | ------ | ---- |
| 1    | Anastasia Zueva         | Russia        | 27.88 | 2        | 4      |      |
| 2    | Mercedes Peris Minguet  | Spagna        | 27.93 | 1        | 2      |      |
| 2    | Aljaksandra Herasimenja | Bielorussia   | 27.93 | 2        | 6      |      |
| 4    | Chang Gao               | Cina          | 28.05 | 2        | 5      |      |
| 5    | Julia Wilkinson         | Canada        | 28.10 | 1        | 7      |      |
| 6    | Missy Franklin          | Stati Uniti   | 28.14 | 1        | 3      |      |
| 7    | Aya Terakawa            | Giappone      | 28.16 | 1        | 5      |      |
| 8    | Emily Seebohm           | Australia     | 28.19 | 1        | 6      |      |
| 9    | Theodora Drakou         | Grecia        | 28.25 | 2        | 7      |      |
| 10   | Georgia Davies          | Gran Bretagna | 28.26 | 2        | 2      |      |
| 11   | Yanxin Zhou             | Cina          | 28.44 | 1        | 4      |      |
| 12   | Ekaterina Avramova      | Bulgaria      | 28.64 | 2        | 1      |      |
| 13   | Kseniya Moskvina        | Russia        | 28.75 | 1        | 1      |      |
| 13   | Gemma Spofforth         | Gran Bretagna | 28.75 | 2        | 8      |      |
| 15   | Jenny Mensing           | Germania      | 28.83 | 1        | 8      |      |
| 16   | Elizabeth Pelton        | Stati Uniti   | 28.85 | 2        | 3      |      |

## Finale
| Pos. | Atleta                  | Nazionalità | Tempo | Corsia | Note |
| ---- | ----------------------- | ----------- | ----- | ------ | ---- |
|      | Anastasia Zueva         | Russia      | 27.79 | 4      |      |
|      | Aya Terakawa            | Giappone    | 27.93 | 1      |      |
|      | Missy Franklin          | Stati Uniti | 28.01 | 7      |      |
| 4    | Chang Gao               | Cina        | 28.06 | 6      |      |
| 5    | Emily Seebohm           | Australia   | 28.07 | 8      |      |
| 6    | Julia Wilkinson         | Canada      | 28.09 | 2      |      |
| 6    | Aljaksandra Herasimenja | Bielorussia | 28.09 | 3      |      |
| 8    | Mercedes Peris Minguet  | Spagna      | 28.42 | 5      |      |